# Trap Jaw
Trap Jaw je izmišljeni lik iz multimedijalne franšize Gospodari svemira u vlasništvu američke tvrtke Mattel. Psihotični je kriminalac iz druge dimenzije i jedan od pripadnika Zlih ratnika i podređenik zlog gospodara Skeletora. Kiborg je s umjetnom metalnom vilicom sa zašiljenim zubima, kojom može pregristi većinu tvrdih predmeta i robotskom desnom rukom na koju može prikačiti brojna oružja poput kuke, laserske puške, kliješta i sličnog. Na glavi nosi crvenu kacigu. Pripadnik je rase plavokožne rase Gar, kao i Skeletor, iako je u originalnim mini stripovima prikazan sa blijedo zelenom do žučkastom bojom kože.

## Povijest lika
U mini stripu "Prijetnja Trap Jawa!" (eng. The Manace of Trap Jaw!), Trap Jaw je psihotični kriminalac koji se u bijegu pred čuvarima zakona provuće kroz međudimenzionalni portal kojeg je otvorio Skletor kako bi okolnim putem ušao u dvorac Siva Lubanja. Došavši na Eterniju, transportirao se izravno u dvorac Siva Lubanja i pokupio njegove moći. Savladan je u udruženom napadu He-Mana i Skeletora, nakon čega je Skeletor pobjegao s njime i učinio ga novim članom svoje zle družine. Iako nije osobito inteligentan, jedan je od glavnih Skeletorovih ljudi za brigu o naoružanju te je odan posilni.
U animiranoj seriji He-Man i Gospodari svemira (2002. – 2004.), Trap Jaw je isprva bio ratnik poznat kao Kronis i nije imao kibernetičke implatante. Nakon što je Keldor bio poražen u sukobu protiv kapetana Randora i prognan u Tamnu hemisferu na Zmijsku planinu, Kronis je s vremenom počeo preispitivati Keldorovu, sada Skeletorovu, sposobnost da vodi Zle ratnike te je došao u sukob s njime nakon čega ga je Skeletor teško ozlijedio uništivši mu donju čeljust i desnu ruku. Ipak, Skeletor je odlučio da mu je ipak i dalje potreban te je naredio Tri-Klopsu da ga izlijeći i osposobi za borbu, slijedom čega je dobio kibernetičke implatante na tijelu.

## Originalni mini stripoviGospodari svemira
Prema sadržaju originalnih mini stripova s početkom u mini stripu "Prijetnja Trap Jawa!" (eng. The Manace of Trap Jaw!), Trap Jaw je psihotični kriminalac koji živi u drugoj dimenziji. Istodobno, Skeletor pokušava prodrijeti u unutrašnjost dvorca Sive Lubanje putem međudimenzijskog portala, što uzrokuje ukrižavanje njegova puta s onim Trap Jaw. Kada se našao u stranoj dimenziji, naišao je na Trap Jawa kako bježi pred zakonom, usput rušeći Skeltora i bacajući ga u bijegu natrag na Eterniju. Suočen s višebrojnim čuvarima zakona i Trap Jaw prolazi kroz isti međudimenzionalni portal, ali za razliku od Skeletora koji se opet našao izvan dvorca Siva Lubanja, Trap Jaw se teleportirao ravno u njega i zadobio njegovu moć ravnu božanskoj.
Herojski ratnici u kraljevskoj palači Eternosa osjetili su strahovit potres kao posljedicu ulaska Trap Jawa u drevni dvorac te su pohrlili na čelu s He-Manom otkriti što se događa. Ispred dvorca naišli su na Skeletora, ali glavnu opasnost čini im Trap Jaw osnažen moćima dvorca Siva Lubanja. U želji da ga poraze, He-Man i Skeletor udružuju svoje napore i spajaju dvije polovice Mača Moći te naposljetku uspijevaju poraziti ga. Iako su mu planovi još jednom propali, ovaj put Skeletor odlazi s novim članom svoje družine Zlih ratnika.

## Televizijska adaptacija lika

### He-Man i Gospodari svemira (1983. – 1985.)
Trap Jaw je specijalist za oružje u originalnoj animiranoj seriji He-Man i Gospodari svemira (1983. – 1985.) u izvedbi tvrtke Filmation. Premda nije naročito inteligentan, često je prilično koristan za ciljeve Skeletora i Zlih ratnika. Skeletor ga često šalje na zadatke u paru s Beast Manom, svojom prvom osobom od povjerenja. Svojim oštrim metalnim zubima može pregristi i pojesti bilo kakav materijal, a mnogobrojna oružja koja može namjestiti na robotsku ruku daju mu široku mogućnost djelovanja u bitkama.

### He-Man i Gospodari svemira (2002. – 2004.)
U novoj verziji popularne franšize s početka 2000-ih, He-Man i Gospodari svemira (2002. – 2004.), Trap Jawu je dan životopis prema kojemu je on nekoć bio ratnik iz plemena Gar, pod imenom Kronis. Bio je suradnik Keldora koji je više od svega želio steći moć Vijeća mudraca i zavladati cijelom Eternijom. Međutim, u posljednjem sukobu Keldor je ozlijeđen i poražen te se morao povući sa Zlim ratnicima na Zmijsku planinu, koja se nalazi na Tamnoj hemisferi. Nezadovoljan Keldorovim vodstvom, Kronis se pobunio te je bio protjeran sa Zmijske planine. Poslije nekog vremena vratio se sa svojom vojskom kako bi preuzeo vodstvo od Keldora, koji je u međuvremenu postao Skeletor, ali je bio poražen u bitci. Skeletor ga je okrutno kaznio tako što mu je smrskao donju česljust i uništio desnu ruku. Ipak, odlučio ga je zadržati kao pomagača pa je naredio Tri-Klopsu da ga izlijeći i popravi. Tako je postao Trap Jaw, ratnik kiborg s metalnim implantantima.

### Gospodari svemira: Otkriće (2021. – ...)
U Netflixovoj animiranoj seriji Gospodari svemira: Otkriće (od 2021.), koja predstavlja pripovjedni kontinuitet s originalnom serijom iz 1980-ih, Trap Jaw je jedan od ratnika koji napadaju dvorac Siva Lubanja kako bi Skeletor mogao konačno osvojit njegovu moć i tajne za sebe. Međutim, u odlučujućoj bitci pogibaju i He-Man i Skeletor, nakon čega dolazi do raspada ionako slabe povezanosti Zlih ratnika. Trap Jaw i Tri-Klops su zadržali vlast nad Zmijskom planinom, gdje imaju brojne sljedbenike u obliku tehno-kulta, organizacije koja slavi visku tehnologiju, moli se Matičnoj ploči i zatire ostatke magije na Eterniji, koja je nestala uništenje Kristalne sfere.

## Vanjske poveznice
- Trap Jaw – he-man.fandom.com (engl.)
- Trap Jaw (Otkriće) – he-man.fandom.com (engl.)